# Florentin Ficatier
Pour les articles homonymes, voir Ficatier.
Florentin Ficatier est un général français de la Révolution et de l'Empire, né le 9 février 1765 à Bar-le-Duc dans la Meuse et mort le 28 novembre 1817 à Saint-Nicolas-de-Port, en Meurthe-et-Moselle.

## Biographie

### Origines familiales
Florentin Ficatier est le fils de Nicolas Ficatier, huissier, et son épouse Françoise Comble.
La famille Ficatier est fort connue à Bar-le-Duc, originaire de la Meuse et le plus souvent de la ville de Revigny-sur-Ornain. C'est une famille de riches commerçants, de militaires et d'artisans (e.g., cordonniers et entrepreneurs en maçonnerie).
Florentin Ficatier est l'aîné d'une fratrie d'au moins cinq frères et sœurs. L'une de ses sœurs vécut dans l'entourage de la reine Hortense de Beauharnais, fille adoptive de Napoléon Ier.

### Débuts au régiment d'Angoulême
Il entre en service à l'âge seulement de 16 ans, le 13 juin 1781, comme soldat dans le régiment de Savoie-Carignan, devenu régiment d'Angoulême en 1785.
Il y est nommé successivement caporal le 4 octobre 1783 et sergent le 11 juin 1785. Le 12 septembre 1789, il est congédié par ancienneté et retourne dans ses foyers.

### Retour et carrière dans l'armée révolutionnaire
Le 6 septembre 1791, il est élu lieutenant-colonnel du 3e bataillon de volontaires de la Meuse, avec comme lieutenant en second le futur maréchal Oudinot, de deux ans son cadet. Les deux hommes sont nés et se sont côtoyés à Bar-le-Duc.
Au 3e bataillon de volontaires de la Meuse, Ficatier et Oudinot commanderont notamment le futur maréchal Rémy Joseph Isidore Exelmans, alors seulement âgé de 16 ans.
Ficatier transmet le commandement en chef à Oudinot en novembre 1792, devient capitaine et part faire avec bravoure les campagnes de 1792 à l'armée du Centre et de 1793 à l'armée de la Moselle.
Atteint du scorbut, il est considéré comme démissionnaire le 27 octobre 1793, malgré ses protestations.
Retiré dans son département en Meurthe-et-Moselle, Florentin Ficatier se marie alors avec Marie-Victoire Houssard-Dumesnil à Nancy. Ils auront un fils dix ans plus tard, du nom de Pierre Victor Alexandre Ficatier, qui deviendra notamment auteur, sous-lieutenant au 25e régiment d'infanterie, puis général, honorant ainsi la tradition militaire des Ficatier.
Le 22 septembre 1794, sa santé rétablie, Ficatier est remis en activité comme officier de confiance auprès de son ancien tandem, le général Oudinot, avec lequel il fait les campagnes des ans III à VI aux armées du Rhin, de Sambre-et-Meuse, et d'Angleterre.
En l'an VII, il passe à l'armée d'Helvétie et y est nommé chef de bataillon le 5 août 1799 à la 2e demi-brigade d'infanterie de ligne. Le 26 septembre 1799, il se signale par sa bravoure et son dévouement à la bataille de Zurich, où il est blessé d'un coup de feu au pied droit.

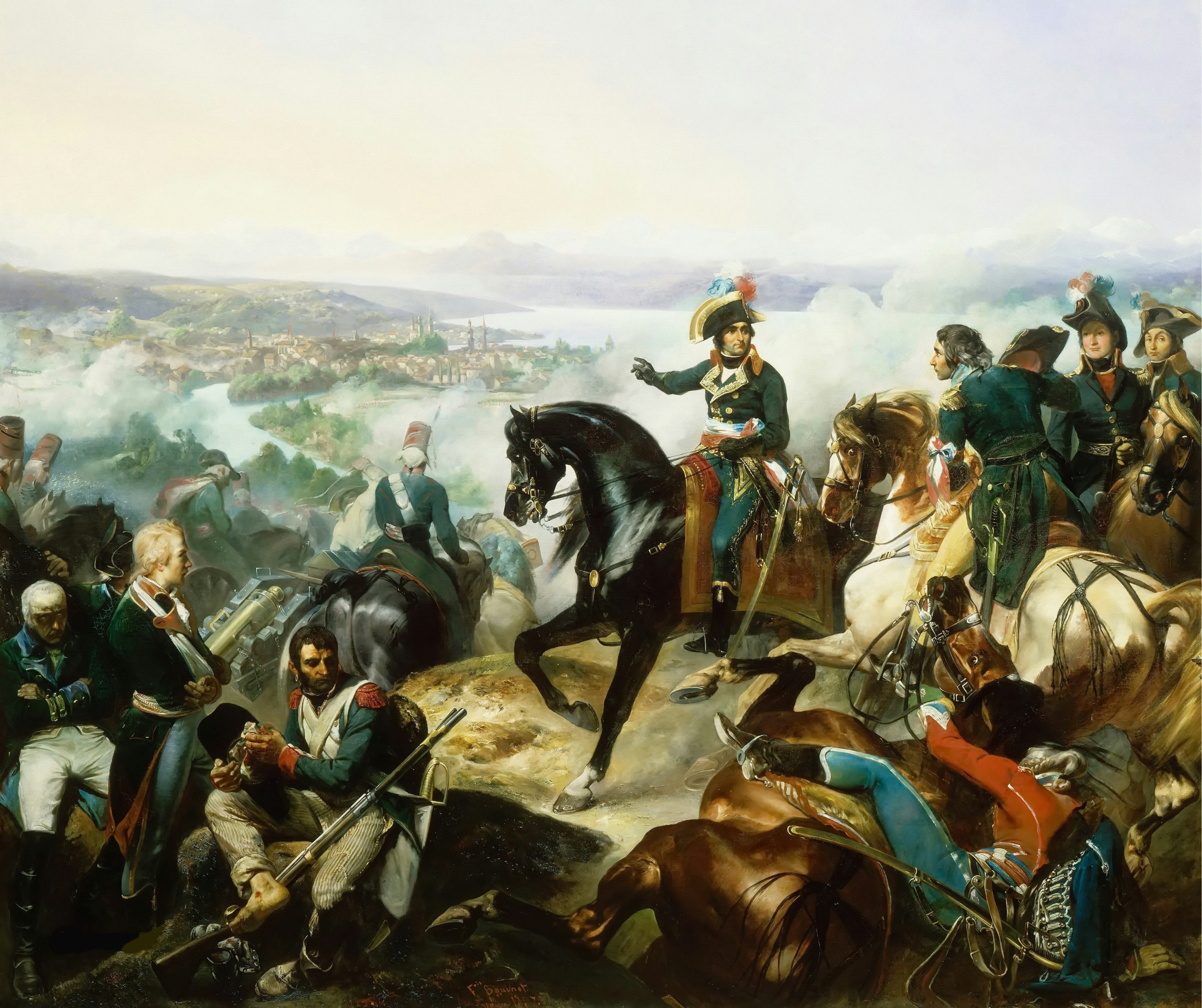
La bataille de Zurich, le 25 septembre 1799, où Ficatier est blessé. Huile sur toile de François Bouchot.

Il passe ensuite avec Masséna à l'armée d'Italie. Il donne à cette période de nouvelles preuves de son courage et de ses talents militaires, notamment à l'affaire du 10 avril 1800, dans la rivière de Gênes, où il reçoit un coup de feu à la jambe droite et est fait prisonnier par les Autrichiens.
Échangé quelques jours après, il continue de servir à l'armée d'Italie et est nommé chef de brigade par le général en chef Masséna le 3 août 1800. Le 23 septembre, il reçoit le commandement du 72e régiment d'infanterie de ligne.
À l'issue de la campagne, il est cité comme l'un des plus braves officiers de l'armée d'Italie. De retour en France après le traité d'Amiens, il tient garnison à Nancy pendant les ans X et XII, au camp de Saint-Omer en l'an XII et en l'an XIII puis au camp de Boulogne.
Alors qu'il tient garnison à Nancy, le 13 février 1803, il devient membre affilié de la Loge Saint-Jean de Jérusalem, une loge maçonnique basée à Nancy. Son nom réapparaît dans les listes d'une autre loge dite Saint-Frédérick des Amis Choisis.
Il est fait membre de la Légion d'honneur durant cette période, le 11 décembre 1803, et passe officier du même ordre le 14 juin 1804.
Toujours sous le commandement de Ficatier, le 72ème de ligne fait ensuite partie de l'Armée du Nord, passe une année à Anvers, pénètre en Allemagne, est engagé en Prusse-Orientale et combat à Friedland où Ficatier est gravement blessé,.

### Élévation à la noblesse d’Empire et promotion au grade de général
Rétabli après un congé de convalescence passé en Lorraine, Ficatier obtient coup sur coup une dotation de 4.000 francs sur des biens réservés en Westphalie le 17 mars 1808, le titre de baron de l'Empire le 19 mars 1808, et le grade de général de brigade le 22 octobre 1808.
Le 15 novembre de la même année, il est employé au camp de Boulogne avant de passer à l'armée du Rhin le 20 mars 1809, où il commande l'une des brigades de grenadiers du corps d'Oudinot.
Le 16 mai 1809, il est élevé au grade de commandeur de la Légion d'honneur.

### Armée de Catalogne et gouvernorat de Tarragone
Le 14 avril 1810, depuis le palais impérial de Compiègne, Napoléon Ier déclare : « J'approuve que les généraux Salme, Ficatier, Lorencez soient envoyés en Catalogne ».
Au sein de l'armée de Catalogne, Ficatier prend notamment part au siège de Tarragone, de mai à juin 1811, à la tête de la brigade Salme, où plusieurs officiers importants dont Salme lui-même trouvent la mort.

Il est chargé de l'assaut du Fort Olivo (ca) et, malgré les mauvaises dispositions faites par les ingénieurs français, la difficulté d'accès et la supériorité des assiégés, réussit à s'en emparer en empruntant l'ouverture d'un aqueduc oublié. Son succès lui vaut d'être de nouveau cité pour son zèle et son dévouement,.

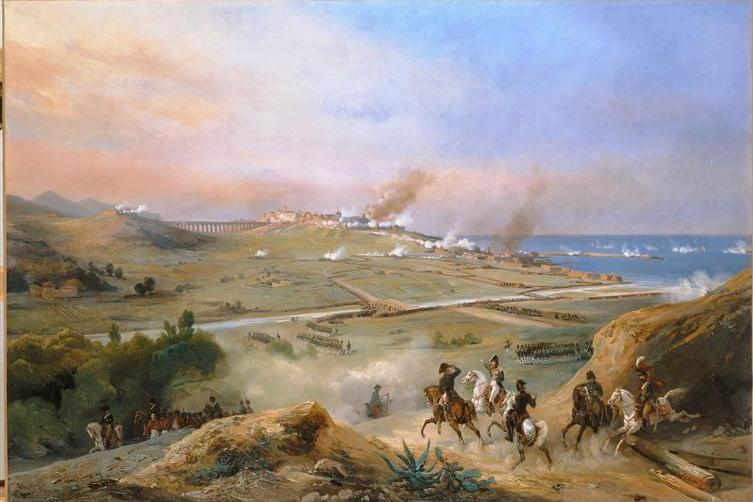
Le siège de Tarragone en 1811, vu par le peintre Jean-Charles-Joseph Rémond.

Ficatier fait partie des officiers survivants du siège et reçoit le gouvernorat de la ville de Tarragone. Le 11 juillet, il ordonne ainsi aux chanoines de la cathédrale de dresser la liste des personnes les plus honorables de la ville puis, le 12 juillet, nomme depuis la Casa Montoliu (ca) les conseillers qui travailleront à rétablir l'ordre et reconstruire la ville.
Malgré ses actions d'éclat, Ficatier ne résiste pas aux intrigues qui règnent au quartier-général de Suchet et est disgracié. Il est renvoyé en France est mis en disponibilité le 27 décembre 1811,.

### Blessures, infirmités et fin de carrière
Ses blessures et infirmités le relèguent ensuite à des commandements à l'intérieur et le contraignent à demander des congés répétés.
Le 4 mars 1812, il est employé dans la 15e division militaire et prend le commandement de la 5e brigade des gardes nationales actives le 20 mai 1812. Le 3 mars 1813, il est nommé commandant d'une des brigades du 2e corps d'observation du Rhin, mais sa santé altérée par les fatigues de la guerre ne lui permet plus de servir activement.
Il est admis à la retraite le 27 juin 1813.
Il se rallie aux Bourbons au cours de la Première Restauration et se voit accorder la croix de chevalier de Saint-Louis par Louis XVIII, le 1er novembre 1814. N'ayant pas reçu le poste qu'il sollicitait à la Maison du Roi, il accepte pendant les Cent-Jours les fonctions de commandant de la place de Nancy.
Il se retire finalement à Saint-Nicolas-de-Port et y décède le 28 novembre 1817.

## Dotation
- Le 17 mars 1808, donataire d'une rente de 4 000 francs sur les biens réservés en Westphalie[2].

## Armoiries
| Figure | Nom du baron et blasonnement |
| ------ | --- |
|        | Armes du baron Florentin Ficatier et de l'Empire, décret du 19 mars 1808, lettres patentes du 10 septembre 1808, commandeur de la Légion d'honneur D'or ; au trois chevrons d'azur ; quartier des barons militaires brochant sur le tout - Livrées : bleu, rouge, jaune. (aperçu). |

## Hommages
Malgré ses nombreux faits d'armes, il compte parmi les généraux de l'Empire oubliés de l'Arc de Triomphe.
Son nom a néanmoins été donné à une rue de Courbevoie, la rue Ficatier.

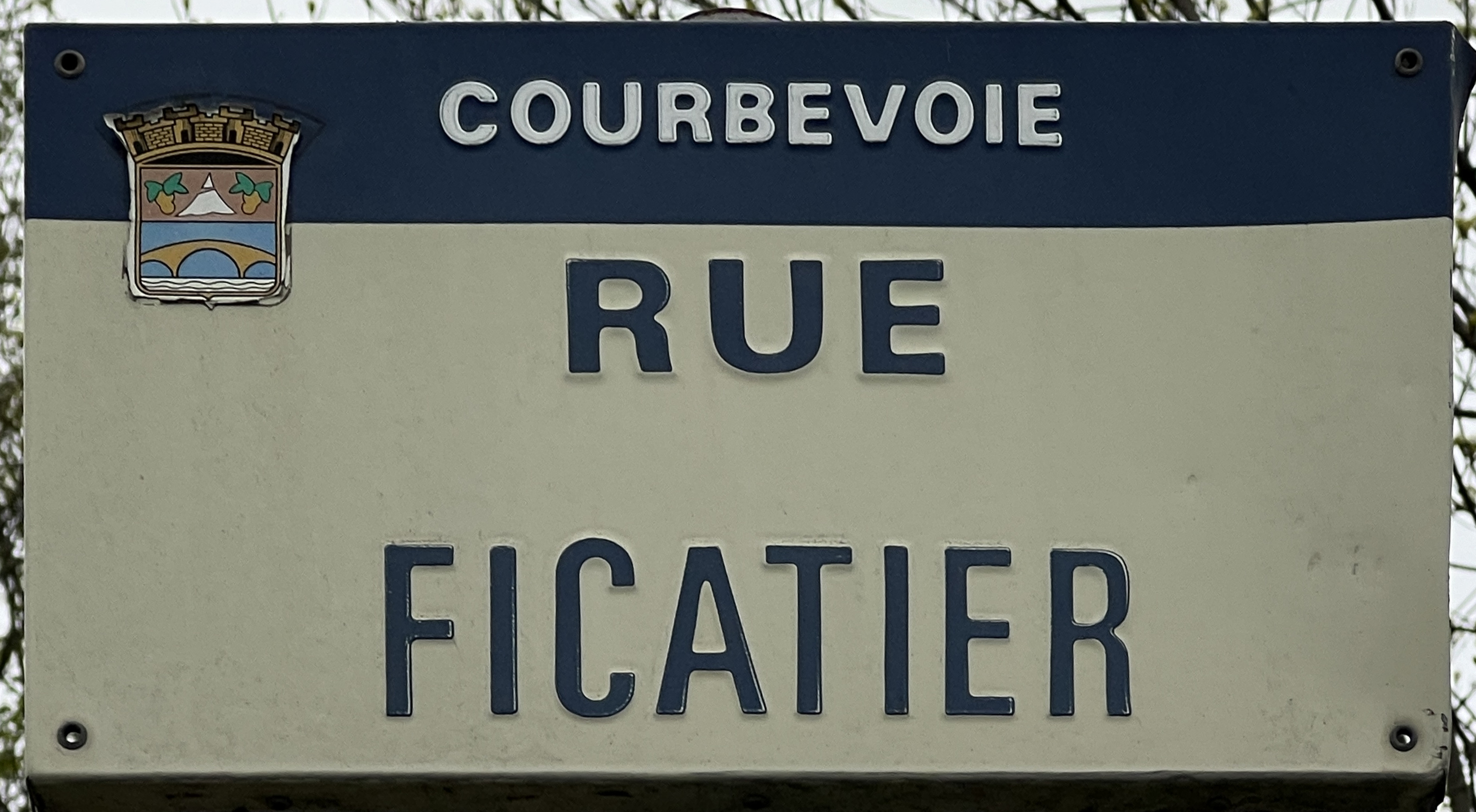
Plaque de la rue Ficatier, à Courbevoie.

## Famille et descendance
Le fils du général-baron, Pierre Victor Alexandre Ficatier, a continué de porter le titre de noblesse impériale de son père, implicitement reconnu lors de la Restauration,,. Il eut une fille, Marie Louise Hortense Ficatier, avec son épouse Marie Céleste Doussine et publia divers ouvrages consacrés aux campagnes de l'Empire.

Le baron Ficatier est par ailleurs le cousin de Rémy Ficatier (1745-1812), un notable aisé propriétaire d'une forge près de Billy-sous-Mangiennes, des bâtiments du couvent de Ligny-en-Barrois et de ceux du monastère de la congrégation Notre-Dame à Bar-le-Duc. Rémy Ficatier a également un siège au conseil municipal et au conseil d'arrondissement de Bar-le-Duc à compter de l'an VIII et a fait construire et habité la Maison dite Château Nicolas, intégrée à l'internat du Lycée Raymond Poincarré à Bar-le-Duc.

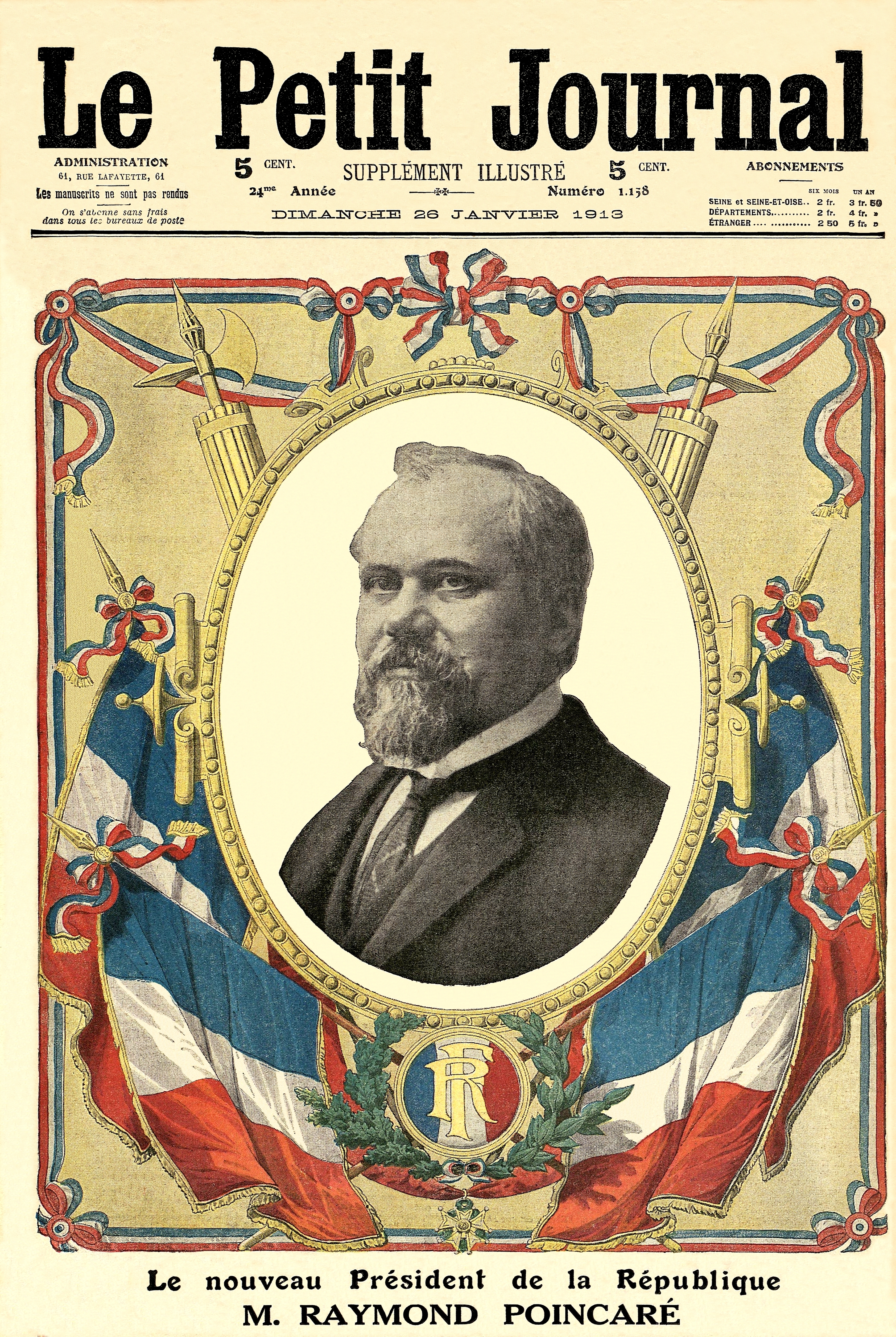
Raymond Poincaré.

Le baron Ficatier est également apparenté à Nanine Marie Ficatier, mère de Raymond Poincaré, qui préside la IIIe République lors de la Première Guerre mondiale.
Enfin, le baron Ficatier est aussi un parent de Georges Ficatier, né 23 mars 1865 à Paris, qui s'illustre par les armes lors de la Première Guerre mondiale. Capitaine au 109ème régiment d'infanterie à Chaumont, il est cité pour avoir mené trois compagnies au contact immédiat des troupes allemandes durant plus d'un mois. Il est ainsi nommé Chevalier de la Légion d'honneur le 23 juillet 1921, sur rapport du Ministre de la guerre, et reçoit la Croix de guerre.

## Sources
- (en) « Generals Who Served in the French Army during the Period 1789 - 1814: Eberle to Exelmans »
- Thierry Pouliquen, « Les généraux français et étrangers ayant servis [sic] dans la Grande Armée » (consulté le 31 octobre 2013)
- A. Lievyns, Jean Maurice Verdot, Pierre Bégat, Fastes de la Légion-d'honneur, biographie de tous les décorés accompagnée de l'histoire législative et réglementaire de l'ordre, Bureau de l'administration, 1844, 529 p. (lire en ligne), p. 154.
- Vicomte Révérend, Armorial du Premier Empire, tome 2, Honoré Champion, libraire, Paris, 1897, p. 163.